# Archibald Douglas (VIII conde de Angus)
Archibald Douglas, octavo conde de Angus y quinto conde de Morton (1555 –  4 de agosto de 1588) fue un político escocés. Era hijo de David Douglas, VII conde de Angus. Sucedió al título y las propiedades en 1558, siendo criado por su tío, James Douglas, conde de Morton, que lo educó como  presbiteriano. En 1573 fue nombrado Consejero Privado y Sheriff de Berwickshire; en 1574 teniente general en Escocia; en 1577 Guardián de las Marcas del Oeste y Mayordomo de Fife; y en 1578 teniente general del reino. Como partidario de Morton y de la política "ultraprotestante" fue forzado dos veces al exilio en Inglaterra. 

## Vida
Archibald Douglas fue educado en la Universidad de St Andrews y frecuentó la corte del Regente Morton, siendo su tutor John Provan.
En 1580 Angus defendió a Morton cuando fue atacado e intentó rescatarle en vano, siendo declarado culpable de alta traición el 2 de junio de 1581. Inició entonces correspondencia con el gobierno inglés para negociar una invasión de Escocia y rescatar a Morton, y tras la ejecución de este en junio, huyó al exilio a Londres, donde fue recibido por Isabel I.
Tras la incursión de Ruthven en 1582, Angus regresó a Escocia y se reconcilió con Jacobo VI, pero poco después el rey se libró del control de los condes de Mar y Gowrie, y Angus fue nuevamente desterrado de la corte.
En 1584 se unió a la rebelión de Mar y Glamis, pero la revuelta fracasó y los insurgentes huyeron a Berwick-upon-Tweed. Se instalaron posteriormente en Newcastle-upon-Tyne, que se convirtió en centro de presbiterianismo y de proyectos contra el gobierno escocés, alentados por Isabel, que consideraba a los señores desterrados como amigos de los ingleses y enemigos de los franceses.
En febrero de 1585 llegaron a Londres y se liberaron de la acusación de conspirar contra la vida de Jacobo. Iniciaron entonces los preparativos para la restauración y para el derrocamiento de James Stewart, conde de Arran. En octubre invadieron Escocia y obtuvieron una fácil victoria sobre Arran, capturaron el castillo de Stirling con el rey en noviembre y obtuvieron del monarca la confirmación de la restauración de sus propiedades y el control del gobierno.
En enero de 1586 se le otorgó el condado de Morton con las tierras que habían sido de su tío; esto lo convirtió en el quinto conde de Morton. En noviembre de 1586, Angus fue nombrado Guardián de las Marcas y Teniente General en la Frontera, con una fuerza de 100 jinetes y 100 soldados de a pie, y sus oficiales, tambores y gaiteros, y "furriers" o intendentes.
Prestó buenos servicios en la restauración del orden; pero no logró vencer la reticencia del rey contra un gobierno presbiteriano.

## Muerte
En julio de 1588 se informó que había viajado desde el oeste de Escocia "enfermo de fiebres abrasadoras". Murió el 4 de agosto de 1588 en Smeaton, cerca del Palacio Dalkeith. Fue enterrado en Aberdour en Fife.
Como se informó en el tratado Newes from Scotland de 1591, se dijo que su muerte fue causada por brujería. Su médico encontró su enfermedad extraña y no había cura o remedio, lo que provocó que languideciera hasta su muerte. Durante los juicios de brujas de North Berwick, Gilles Duncan acusó a Barbara Napier de causar su muerte por brujería. Euphame MacCalzean, Agnes Sampson y Richard Grierson también fueron acusados. El conde de Bothwell admitió que había enviado al curandero Richie Graham para asistir al conde.

## Familia
El conde de Angus se casó tres veces: (1) el 13 de junio de 1573, en la Iglesia de Holy Rude, Mary Erskine, hija del conde de Mar y Annabell Murray. Su "tocher" o dote fue de 8,000 merks; (2) 25 de diciembre de 1575 (divorciada en 1587) Margaret, hija de George Leslie, cuarto conde de Rothes ; (3) 29 de julio de 1587 Jean Lyon, una hija de John Lyon, octavo Lord Glamis, con quien tuvo una hija Margaret, que murió sin descendencia a los 15 años.
Angus comenzó los trámites para divorciarse de Margaret Leslie en agosto de 1586, a lo que se opuso fuertemente el conde de Rothes, quien consideró que había sido aliado de Angus durante su destierro. Un diplomático francés en Edimburgo, Camille de Preau, Señor de Courcelles, escuchó que Angus afirmaba que había coqueteado con un chico del establo, lo que se pensaba poco probable, y el conde de Bothwell había bromeado que se divorciaría de su esposa, la hermana de Angus, por la misma razón.
Fue sucedido en el condado de Angus por su primo William, un descendiente del quinto conde.
Una línea más cercana de la familia Douglas a los antiguos Condes de Morton heredó el Conde de Morton. 